# Valle Cuauhtémoc
Valle Cuauhtémoc är en ort i Mexiko.   Den ligger i kommunen Acámbaro och delstaten Guanajuato, i den södra delen av landet, 180 km väster om huvudstaden Mexico City. Valle Cuauhtémoc ligger 1 881 meter över havet och antalet invånare är 166.
Terrängen runt Valle Cuauhtémoc är platt norrut, men söderut är den kuperad. Runt Valle Cuauhtémoc är det ganska tätbefolkat, med 111 invånare per kvadratkilometer. Närmaste större samhälle är Acámbaro, 5,0 km väster om Valle Cuauhtémoc. I omgivningarna runt Valle Cuauhtémoc växer huvudsakligen savannskog.